# Философ
Философ (от гръцки – φιλόσοφος, „обичащ мъдростта“) е човек, който се занимава с философия. Това включва изучаване, тълкуване и разработка на различни философски гледища. Съответно философ се нарича и всеки представител на дадена философска школа.
Особеност на философията, породена от дейността на конкретните философи, е постоянното пораждане на нови проблеми, които надхвърлят нейното поле и се обособяват в отделни науки, като физика, биология, психология. Въпреки това обособяване отделни философи продължават да оказват влияние върху всички клонове от знанието. Поради тази причина голяма част от философите са били физици, лекари, астрономи, биолози, психолози.
В преносен смисъл с думата „философ“ се нарича този човек, който се отнася към света като страничен наблюдател.

## Влияние
В исторически план философите имат почти постоянно (но променливо) влияние върху обществото и политиката, както и върху културата и изкуството.